# Piłka nożna w Belgii

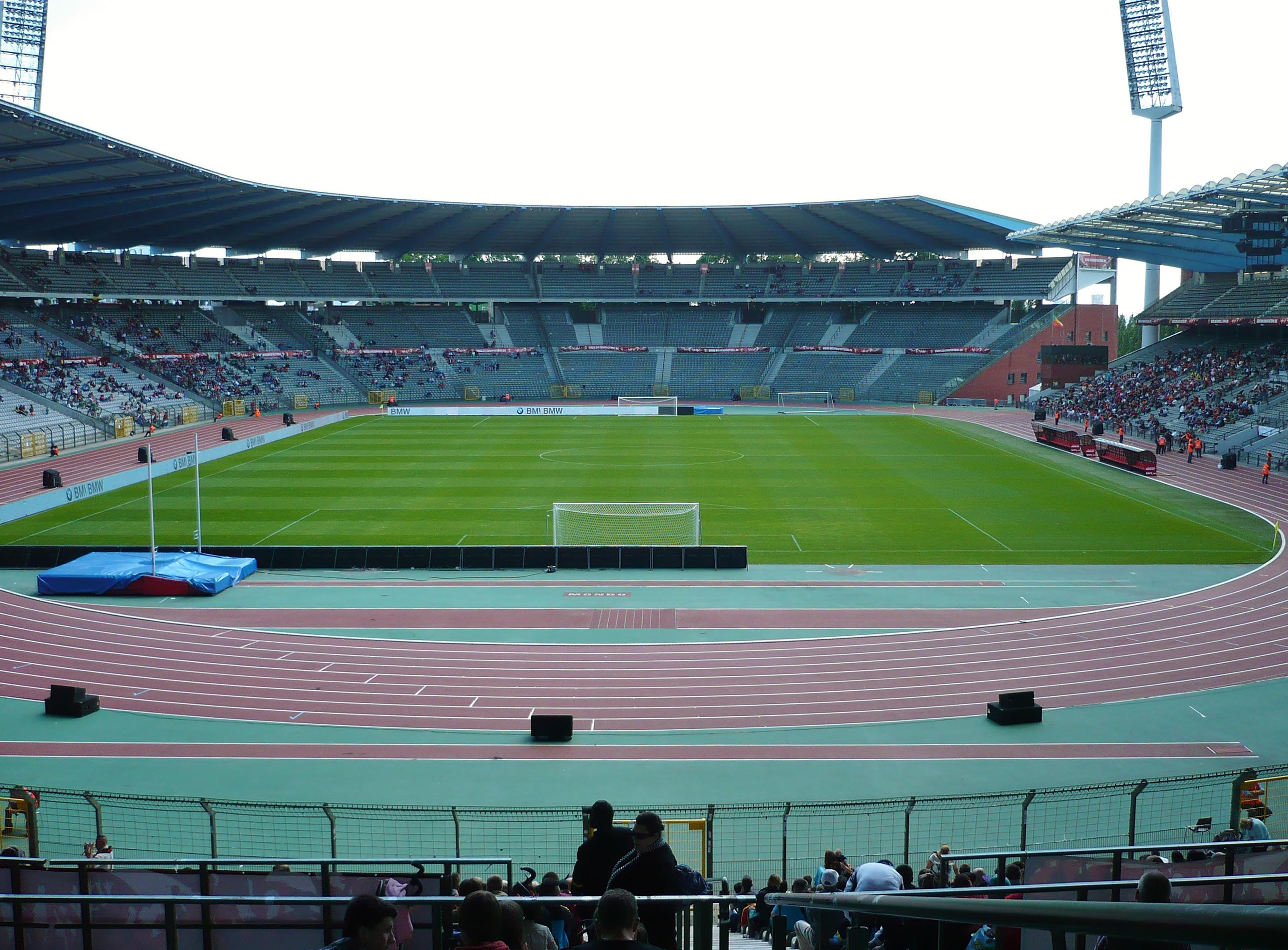
Stadion króla Baudoina I w Belgii.

Piłka nożna (fr. Football ˈfʊtbɔl, niderl. Voetbal ˈvudbɑl) jest najpopularniejszym sportem w Belgii. Jej głównym organizatorem na terenie Belgii pozostaje Królewski Belgijski Związek Piłki Nożnej (KBVB/URBSFA).
Piłkarska reprezentacja Belgii jeden raz zdobyła wicemistrzostwo Europy (1980) i 1 złoty medal olimpijski (1920).
Najwyższa belgijska liga krajowa, Eerste klasse A, jest jedną z najpopularniejszych profesjonalnych lig sportowych na świecie. Belgijskie kluby są w czołówce pod względem liczby zdobytych międzynarodowych trofeów, z 7 oficjalnymi tytułami (1 Puchar UEFA, 3 Puchary Zdobywców Pucharów, 3 Superpuchary UEFA. W Eerste klasse A grają trzy najbardziej znane kluby świata, takie jak RSC Anderlecht, Club Brugge i Standard Liège.
Raymond Goethals jako jedyny belgijski menedżer, który wygrał rozgrywki Ligi Mistrzów (dawniej Pucharu Europy).

## Historia

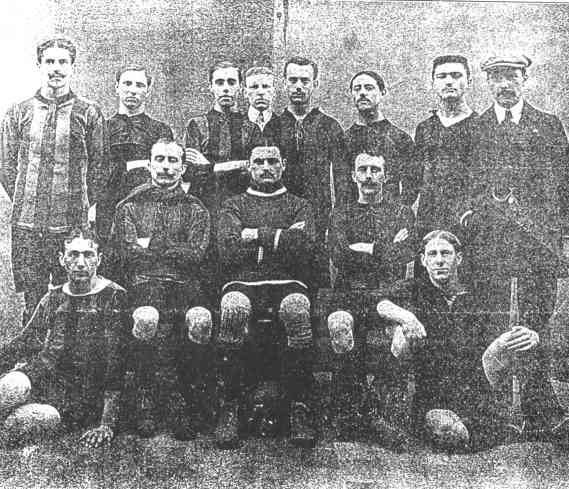
Drużyna Daring Club de Bruxelles 1911/1912

Piłka nożna zaczęła zyskiwać popularność w Belgii pod koniec XIX wieku, przywieziona z Anglii. W niektórych szkołach angielskich w Brukseli, w kolegium braci Xavierian w Brugii i w regionie Gandawy, grano w piłkę nożną. Pracownicy angielskich firm uprawiają ten sport również w Antwerpii oraz w regionie Liège, na przykład w fabrykach Cockerill. W 1880 roku w Antwerpii powstał pierwszy belgijski klub piłkarski Antwerp Athletic Club, potem następne. Po założeniu belgijskiej federacji piłkarskiej - KBVB w 1895 roku, rozpoczął się proces zorganizowania pierwszych oficjalnych Mistrzostw Belgii w sezonie 1895/96. W sezonach 1898/1899 i 1899/1900 rozgrywki odbywały się w dwóch grupach Division 1, a zwycięzcy w dwumeczu walczyli o tytuł mistrza kraju.
W sezonie 1900/01 po raz pierwszy wystartowały rozgrywki w Division d'Honneur (bez podziału na grup). W sezonie 1952/53 liga zmieniła nazwę na Division 1.
Pierwszy mecz reprezentacji Belgii rozegrano 1 maja 1904, "czerwoni diabły" zremisowały 3:3 z Francją.
W grudniu 1926 roku w belgijskiej piłce nożnej powstał rejestr matriculaire, czyli rejestr klubów zgodnie ich dat założenia.

## Format rozgrywek ligowych
W obowiązującym systemie ligowym trzy najwyższe klasy rozgrywkowe są ogólnokrajowe (Eerste klasse A/Division 1A, Eerste klasse B/Division 1B, Nationaal 1/Nationale 1). Dopiero na czwartym poziomie pojawiają się grupy regionalne.

## Puchary
Rozgrywki pucharowe rozgrywane w Belgii to:
- Puchar Belgii (Beker van België/Coupe de Belgique),
- Superpuchar Belgii (Belgische Supercup/Supercoupe de Belgique) - mecz między mistrzem kraju i zdobywcą Pucharu